# Les Carroz
 (juillet 2016).
Les Carroz est un village et une station touristique d'hiver et d'été du département de la Haute-Savoie, sur la commune d'Arâches-la-Frasse.

## Héraldique
| Armes des Carroz | Les armes de Les Carroz se blasonnent ainsi : Taillé;au premier de gueules à la croix d'argent, au canton palé d'or et de gueules de quatre pièces,au second d'azur à une montagne de deux pics de sable aux sommets enneigés d'or, et à un edelweiss du même en pointe. Néanmoins, ce blason n'a aucune valeur historique et n'est pas répertorié officiellement. |

## Caractéristiques

### Station de ski village
Carroz signifie "carrefour", "croisée des chemins" ou "pierrier", "endroit pierreux" (de l’origine celtique kaer), pierre, roche (racine pré-indo-européenne méditerranéenne :  kal/kar)[réf. souhaitée]. On donne aux habitants de la commune des surnoms cocasses « Catelus » pour les habitants d’Arâches, « Angorins » pour ceux de la Frasse.[réf. nécessaire]
Située à 1 140 m d'altitude, la station se définit comme une « authentique station village au cœur des Alpes ». Elle est située à 55 km de Chamonix et 40 km de Genève sur un plateau largement ensoleillé au-dessus de la vallée de l'Arve, et fait partie du Grand Massif (Flaine, Les Carroz, Morillon, Samoëns et Sixt-Fer-à-Cheval). Ce domaine offre l'accès à 265 km de pistes, le sommet du domaine skiable culminant à 2 500 m. 80 remontées mécaniques desservent 135 pistes (14 noires, 50 rouges, 54 bleues et 17 vertes).

### Destination touristique hiver et été

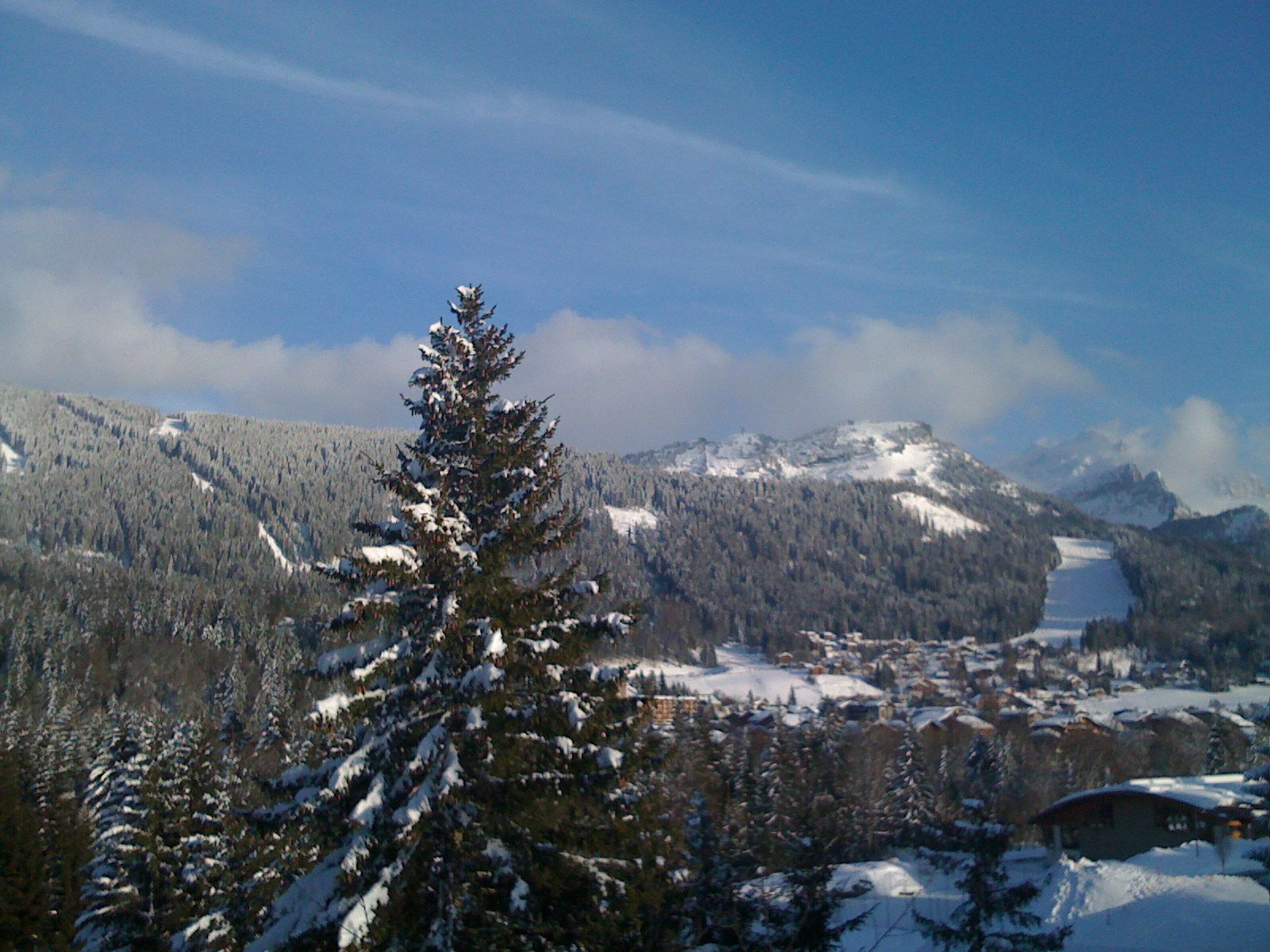
Les Carroz d'Arâches vus depuis le Pré du Bois.

La création de la station remonte à 1936 et c'est le 29 janvier 1939 que l'on inaugure le premier téléski, le plus long d’Europe à l'époque[réf. nécessaire]. Avant l'essor du tourisme, le village se composait de quelques fermes d'alpage, et le printemps venu, les troupeaux « emmontagnaient » depuis les fermes des hameaux de la Frasse, de Ballancy ou Treydon. À l'automne, les troupeaux « démontagnaient » et la vie s'organisait autour de la ferme. L'hiver, les habitants fabriquaient en sous-traitance des pièces de montre pour les horlogers de la vallée de l'Arve.
Depuis, le tourisme est la principale ressource de la station. On y pratique la haute montagne, la randonnée, l'escalade, la spéléologie, le canyoning, le rafting, la nage en eau vive, l'équitation, le vol libre (parapente, montgolfière), mais aussi le tennis, le golf, le patin à glace, le vélo tout terrain, etc. La base de loisirs regroupe la piscine avec espaces « bien-être » et « forme » en intérieur, deux bassins et des pentes à glisse en extérieur, entourée de vastes pelouses, un terrain de beach volley, une salle omnisports, des courts de tennis, des half-courts, un parcours VTT, un skate parc, un terrain de basket, un parcours santé, un parcours acrobatique forestier, etc. En hiver, station de ski village au cœur du Grand Massif, les Carroz est une des portes d'entrée vers les 265 km de pistes du domaine skiable du Grand massif. Des structures pour les enfants en font une station adaptée pour les petits et leurs familles.

## Événements

### Cyclisme

#### Tour de l'Avenir
La station (1 114 m) a servi d’arrivée à la 5e étape du tour de l'Avenir 2014, plutôt courte avec 101,6 km. C’est le belge Dylan Teuns qui a remporté cette étape. L'ascension avait été classée en première catégorie. Le Tour de l'Avenir fit son retour en 2016 lors de la 5e étape, courte avec une distance de 97,8 km. C'est le colombien John Anderson Rodriguez l'a remportée, alors que Nico Denz prenait le maillot de leader. L'ascension fut cette fois-ci classée en deuxième catégorie.

#### Cyclosport
La  « Cyclosportive neuf de cœur », course de vélo de route apparue en 2009, au profit de l'association de Jean-Pierre Papin, a réuni presque 1 300 participants en 2011 et se déroule chaque année.[réf. nécessaire]

### Autre événements passés
- Les Montgolfiades des Carroz (rassemblement de montgolfières).
- La Montée de la Kédeuze (course de ski de randonnée en nocturne)[3].
- La Caval'cime
- La VTTicime

## Monuments
L’église Notre-Dame-de-l'Assomption a été construite en 1972 afin de desservir le hameau, devenu station de ski. Elle possède un Christ en buis sculpté par Michel Guignard. Les vitraux sont l'œuvre d'Eric Salley, originaire de la région.